# 王鵬幸之介
王鵬 幸之介（おうほう こうのすけ、2000年2月14日 - ）は、東京都江東区出身で、大嶽部屋所属の現役大相撲力士。本名は納谷 幸之介（なや こうのすけ）。血液型はA型。最高位は西関脇（2025年3月場所）。 いわゆる「花のイチイチ組」の1人。
父は元関脇の貴闘力忠茂、祖父は第48代横綱の大鵬幸喜。長兄はプロレスラーの納谷幸男。次兄は同部屋の納谷幸林。弟は同部屋の夢道鵬幸成。従兄は元大相撲力士の若闘力駿磁。曽祖父はマルキャン・ボリシコ。

## 来歴

### 入門前
2000年当時は現役幕内力士だった貴闘力と第48代横綱・大鵬（同、大鵬親方）の三女夫婦の三男（男4兄弟）として誕生。
中央区立有馬小学校1年次から地元の相撲道場（江東青龍館）に通い、4年次には全国大会で準優勝の実績を残し、同年次に清宮幸太郎と「わんぱく相撲東京都大会」で対戦して白星を挙げた。小学6年次には後に兄弟子となる森麗と大嶽部屋の稽古場で対戦し勝利したとされる。さいたま市立大宮西中学校を経て埼玉栄高校保健体育科に進学すると相撲部に所属し、3年次に国体少年の部の個人と団体の両方で優勝した。
高校卒業後の進路については、祖父の興した大鵬部屋の後身に当たる大嶽部屋（師匠は17代大嶽）への入門の意向を元々持っており、当初は国体終了後の2017年11月場所で初土俵を踏む予定だった。ところが、優勝により12月開催の全日本相撲選手権大会の出場資格を得たことから、大相撲入りを延期した。同大会では予選落ちだった。全日本選手権終了後の2017年12月19日に大嶽部屋入門を正式に発表した。四股名は本名と同じ「納谷」となり、初土俵は高校卒業を待たず2018年1月場所で踏むことになった。同期生には第68代横綱・朝青龍の甥の第74代横綱豊昇龍がいる。

### 入門後

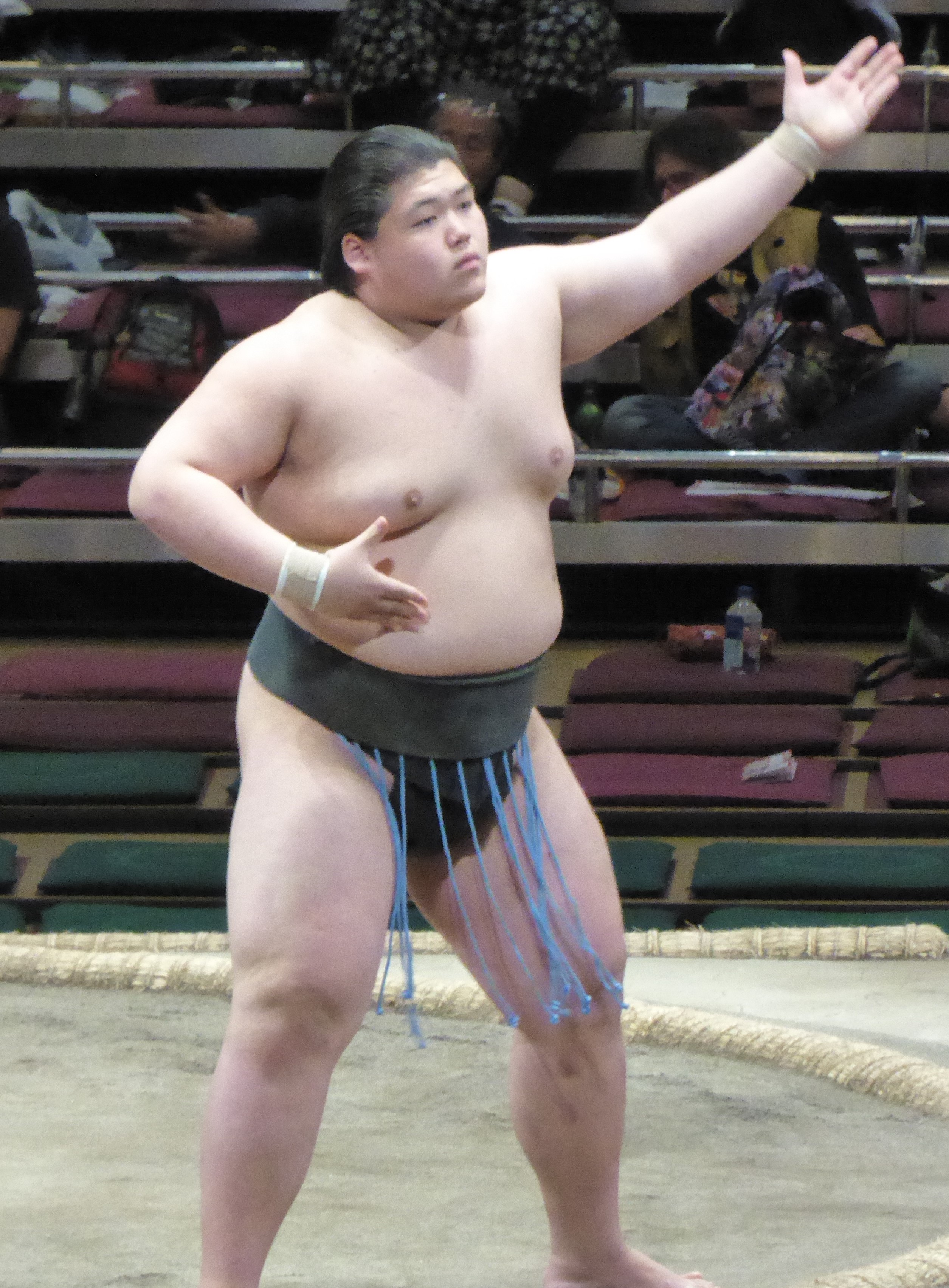
序二段時代の納谷（2018年5月26日撮影）

初土俵の場所は前相撲で3連勝し、この場所で前相撲を取った14人の中で最初に新序出世を決めた。新序出世披露では、大鵬が現役時代に使用した化粧廻しを締めた。翌3月場所では7戦全勝で序ノ口優勝を遂げた。序二段に上がった5月場所は、6番目の相撲で入門以来初めての黒星となったが6勝1敗で終え、三段目に上がった7月場所も6勝1敗だった。
幕下に上がった9月場所は3勝4敗と入門後初めて負け越した。2019年1月場所は5日目の3番相撲から3連敗したが、3敗目を喫した場所10日目の夜に父に呼び出され「土俵で気迫が足りない。はたかず最後まで突き放していくように」と一喝された。これに気合が入ったのか、そこから残りを勝って4勝3敗と勝ち越し。
2019年は番付を駆け上がり、幕下上位初挑戦となった7月場所では西幕下6枚目で3勝4敗と負け越したが、9月場所では東幕下10枚目で4勝3敗、11月場所では東幕下7枚目で4勝3敗と2場所連続で勝ち越した。
2020年7月場所2日目の1番相撲では三役経験者の常幸龍と対戦し、廻しを切りながら前に出て土俵外に出す相撲を取った（決まり手は押し出し）。
西幕下筆頭で迎えた2020年11月場所に6勝1敗の成績を収める。2021年1月場所での新十両昇進にあわせ、「王鵬」に改名。大鵬の「大」に変わるものとして「王」の字を入れ、この四股名は王鵬が幼少期の頃に師匠が考えたものである。祖父、父親、子と3世代で関取になった例は琴ノ若以来の2例目（ただし祖父と父は元養子縁組関係）。11月25日に部屋で行われたリモート会見では「小さい時におじいちゃんの相撲を（ビデオで）見て。相撲のカッコよさを感じたのは、おじいちゃん。今でもかっこいいなというのはあります」と祖父への想いを語り、「親方にも、悔しかったらやるしかないぞといわれた。自分の中では誰よりもやっているつもりで、それが結果につながったのかなと」と昇進に繋がった理由を分析した。この昇進によって、祖父の出身地、北海道弟子屈町から化粧廻しが贈呈されることとなった。2020年12月24日に2021年1月場所の番付が発表され、「王鵬」の四股名と十両昇進が掲載された。

### 十両昇進後
新十両の2021年1月場所は持ち前の馬力を生かせず5勝10敗に終わり、1場所で幕下に転落したが、3月場所では幕下2枚目で勝ち越し、1場所で十両に返り咲いた。再十両の5月場所は12日目に十両の番付では初めての勝ち越しを達成して「最低限なことはできた」と安堵した様子を見せたが、14日目の松鳳山との取組で右足首を痛めてしまい、千秋楽は自身初めての休場となった。
11月場所は4日目時点で単独の全勝に躍り出るなど絶好の滑り出しとなった。その後も白星を重ねて8連勝で勝ち越しを決めた。
12月11日の稽古後、2022年の抱負として怪我無く全6場所皆勤することを語った。

### 新入幕後
2022年（令和4年）1月場所で東前頭18枚目となり新入幕を果たした。新入幕会見の際には、祖父の大鵬の新入幕場所の成績と比べずに勝ち越しを目指したい旨を語った。この場所6日目には大関経験者の栃ノ心を寄り切りで下した。取組後「つかまってしまったけど、前傾姿勢は崩れていなかった」「めちゃくちゃ重かったです」と取組の感想を述べ、新入幕場所であるこの場所の感想については「毎日楽しく相撲を取っている。気持ちがいい。気分がいい」とコメント。その2022年1月場所は10日目を終えた時点で7勝3敗だったが、そこから5連敗を喫して7勝8敗の負け越しに終わり、翌場所の十両陥落が決定した。東十両筆頭となった3月場所では、4日目からの5連勝などもあり10日目に勝ち越しを決め十両優勝争いにも加わっていたが、11日目から4日間で3敗を喫し優勝争いからは脱落。しかし千秋楽の勝利で10勝5敗で同場所を終え、十両1場所で再入幕を確実とした。7月場所は場所前に佐渡ヶ嶽部屋へ出稽古して自信を付けたこともあって13日目に勝ち越しを決め、自身初となる幕内での勝ち越し。9月場所は7勝8敗と負け越したものの、翌11月場所は番付据え置き。11月場所は敢闘賞候補に挙がったが、三賞選考委員会による投票の得票数が出席過半数に満たず見送られた。15代武蔵川は場所終了直後のコラムで、審判部に三賞を渋られてはいるが十分受賞が相当だという趣旨のコメントを行っている。2021年12月に2022年の抱負として語った「怪我無く全6場所皆勤」は達成できた。豊昇龍の大関昇進直後の2023年夏巡業立川場所の際に日刊スポーツの一問一答に応じ、早く豊昇龍と戦える上位総当たりの地位まで上がりたいと抱負を語っていた。9月場所は5勝10敗と2桁黒星を喫し、場所後の10月9日の秋巡業伊勢原場所の朝稽古では幕内最多の12番を取って鍛えた。その12番の中にはライバルで大関の豊昇龍に指名されて取った連続8番（3勝5敗）もあり、豊昇龍からの指名には「ありがたい」と感謝しつつ、豊昇龍が「負けたくない」と意識していたと聞くと「気合を入れてきてくれる。それに応えられるように、また対戦できるようになるためにも、上位に定着しないと」と意欲をのぞかせた。2024年3月場所で、自己最高位を東前頭3枚目まで更新。自身としては初めて上位総当たりの場所に挑むこととなった。場所5日目の照ノ富士戦で寄り切りにより白星を獲得し、横綱初挑戦にして金星獲得となった。しかし11月場所では1枚半上昇と半枚の差で新三役には届かなかった。なお、父・貴闘力はこの番付運の悪さについて、その兄弟子で元安芸乃島の高田川親方の自身に対する私怨だと意図的な冷遇だと主張している。この場所は6勝9敗と負け越して場所後の新三役を逃したが、この場所を14勝1敗で優勝した琴櫻に唯一土を付ける活躍をしたため、父の貴闘力も「子供の時からの英才教育を怠った自分が悪いよね」と見る目が無かったと惜しんでいた。2024年は三役以上の対戦成績が14勝15敗の勝率.483と、年間6場所で平幕の地位に在位した力士でトップとなり、中でも結びの一番で5勝1敗、勝率.833は、平幕とは思えない驚異的な数字であった。2025年1月場所は、初日から6連勝の後連敗したものの9日目から3連勝、12日目に霧島に破れた後3連勝し、12勝3敗で大関・豊昇龍、平幕・金峰山と優勝決定巴戦を戦い、優勝は逃したものの初の三賞、技能賞を受賞した。3月場所では小結を飛び越し西関脇に昇進した。13日目に優勝を果たした大関・大の里を破るなど三役の意地を見せたものの、6勝9敗で場所を終えた。西前頭筆頭に陥落して迎えた5月場所では、3日目に横綱豊昇龍を破る金星を挙げるなど初日から3連勝。しかし4日目に大の里に敗れるとそこから10日目まで連敗してしまい、12日目に負け越し。それでも以降は3連勝で締め括り、負け越しを最小限に抑えた。東前頭2枚目で迎えた7月場所は、4日目に新横綱大の里を押し出して金星を挙げた。

## 取り口
突き押しが得意だが、引き癖が弱点。引き癖は三役昇進が見えた頃にも若干残っている。関取昇進前は腰高で腰が軽く、投げに吹き飛んだりあっさり寄り切られたりするケースが多かった。筋力が付いて突き押しの馬力が増したことによって十両昇進をつかんだ。十両昇進の際に舞の海から「四つ相撲を覚えてほしい」と期待された。
2021年1月場所の相撲について15代武蔵川は、腹を出し過ぎた高い体勢で当たることと手の力が足りないことを指摘し、ぶつかり稽古のイメージで当たる事、鉄砲の稽古をもっと積むことを勧めた。
新入幕の際に師匠の17代大嶽は「脇の甘さ、腰の高さという欠点があったが直ってきていると思う」と相撲ぶりを評した。
2022年3月場所から手足をしっかりと前に運ぶ稽古を重点的に行い、ランニングと休養を大事にした調整を行った。
2022年11月場所中には花田虎上が自身のコラムで、前場所までの雑な相撲がなくなって腰高にならず突っ張りも小さくしていることを好調の要因として挙げている。この場所の相撲ぶりを15代武蔵川は「彼は、逃げないところがいい。今までは相撲が遅いからヤラレちゃっていたけれど、これから"勝ち方"も覚えていくと思う」と評していた。
2023年1月場所中も北の富士のコラムでやはり十両昇進前からの引き癖を指摘された。
2023年5月場所12日目の大相撲中継のインタビューで「毎日楽しんでやってます」と発言した際には、鶴竜親方から必死さやがむしゃらさに欠けているという趣旨の批判を受けた。
2023年7月場所後の夏巡業中の取材では、四つに組まれた際の弱さは少しは改善されたと、自己認識しているところを語っていた。
2024年1月場所中の玉ノ井親方（元大関・栃東）のコラムでは、以前と比べて引き癖が影を潜め、タイプの違う力士と対戦を重ねて幕内の雰囲気にも慣れたことで、自分の力を出せるようになっていると評された。2024年3月場所中にも元武双山の藤島親方が小細工無しの真っ向勝負を評価している。
父の貴闘力は琴ノ若（現・琴櫻）に大関昇進争いで先を越された王鵬を「人間が優しいんだろうね」と精神面を指摘している。
2024年9月場所後の元武蔵丸の武蔵川親方のコラムでは、序盤の出遅れ癖のイメージはあるが腰が重くなっていると評価している。
父の貴闘力は、王鵬は小学6年生の時に体脂肪率が60%台に達したため脂肪肝や血行障害で健康を害していたが、埼玉栄中学・高校での6年間の野菜中心の食生活により体脂肪率が20%台まで落ちたと、山田道紀監督の食育に感謝している。一方で「体の芯が無い、股関節が硬い」と埼玉栄中学・高校出身の力士の傾向を王鵬とまとめて語っており、山田のフィジカル指導力への注文とも取れる発言をしている。

## 人物
- 自他共に認める「おじいちゃん子」。十両昇進時の報道によると、場所が終われば、欠かさず祖父の墓前に足を運ぶという[60]。メディアに報じられる時は、半ば大相撲報道におけるタブーとして扱われている貴闘力の息子ではなく大鵬の孫として書かれることが多い。
  - 2021年12月24日に新入幕となる2022年1月場所の番付発表がされると、その日の内に祖父の墓前に報告した[61]。
- 2020年12月4日に弟子屈町の大鵬相撲記念館に訪れた際に、自分も記念館を作ってもらえるような力士になりたいと抱負を語った[62]。
- 協会公式プロフィールによると、好きな食べ物は果物、唐揚げ[63]。
- 祖母（大鵬の妻）が秋田市出身と言う縁で、なまはげの描かれた化粧廻しを贈呈されている[64]。
- 2023年の大相撲の七夕企画では短冊に「ポケカ」と願い事を書いた[65]。ポケモンカードゲームバブルによる拡張パックなどの品薄の常態化がその背景にある。
- 2024年8月25日の夏巡業横須賀場所では、所属人数11人（同時点）の部屋と違って巡業は大人数なので、稽古の指名を中々貰えないと苦労を語った[66]。

## 主な成績
2025年7月場所終了現在
- 通算成績：288勝236敗（45場所）
- 幕内成績：158勝157敗（21場所）

### 三賞・金星
- 三賞：1回
  - 技能賞：1回（2025年1月場所）
- 金星：3個
  - 照ノ富士：1個（2024年3月場所）
  - 豊昇龍：1個（2025年5月場所）
  - 大の里：1個（2025年7月場所）

### 各段優勝
- 序ノ口優勝：1回（2018年3月場所）

### 場所別成績
| | 一月場所 初場所（東京） | 三月場所 春場所（大阪） | 五月場所 夏場所（東京） | 七月場所 名古屋場所（愛知） | 九月場所 秋場所（東京） | 十一月場所 九州場所（福岡） |
| --- | ----------------------- | ----------------------- | ----------------------- | --------------------------- | ----------------------- | --------------------------- |
| 2018年 （平成30年） | （前相撲）              | 東序ノ口18枚目 優勝 7–0 | 東序二段11枚目 6–1      | 西三段目50枚目 6–1          | 東幕下60枚目 3–4        | 西三段目11枚目 4–3          |
| 2019年 （平成31年 /令和元年） | 西幕下60枚目 4–3        | 東幕下51枚目 6–1        | 東幕下22枚目 6–1        | 西幕下6枚目 3–4             | 東幕下10枚目 4–3        | 東幕下7枚目 4–3             |
| 2020年 （令和2年） | 東幕下5枚目 3–4         | 西幕下8枚目 4–3         | 感染症拡大 により中止   | 東幕下5枚目 4–3             | 西幕下4枚目 5–2         | 西幕下筆頭 6–1              |
| 2021年 （令和3年） | 西十両11枚目 5–10       | 東幕下2枚目 4–3         | 西十両14枚目 8–7        | 西十両12枚目 10–5           | 東十両6枚目 7–8         | 東十両7枚目 11–4            |
| 2022年 （令和4年） | 東前頭18枚目 7–8        | 東十両筆頭 10–5         | 東前頭14枚目 6–9        | 西前頭15枚目 8–7            | 西前頭13枚目 7–8        | 西前頭13枚目 10–5           |
| 2023年 （令和5年） | 西前頭8枚目 4–11        | 西前頭15枚目 7–8        | 西前頭16枚目 11–4       | 西前頭6枚目 6–9             | 西前頭7枚目 5–10        | 東前頭12枚目 8–7            |
| 2024年 （令和6年） | 西前頭11枚目 10–5       | 東前頭3枚目 7–8 ★       | 東前頭4枚目 6–9         | 西前頭6枚目 9–6             | 西前頭2枚目 9–6         | 東前頭筆頭 6–9              |
| 2025年 （令和7年） | 西前頭3枚目 12–3 技     | 西関脇 6–9              | 西前頭筆頭 7–8 ★        | 東前頭2枚目 7–8 ★           | x                       | x                           |
| 各欄の数字は、「勝ち-負け-休場」を示す。 優勝 引退 休場 十両 幕下 三賞：敢=敢闘賞、殊=殊勲賞、技=技能賞 その他：★=金星 番付階級：幕内 - 十両 - 幕下 - 三段目 - 序二段 - 序ノ口 幕内序列：横綱 - 大関 - 関脇 - 小結 - 前頭（「#数字」は各位内の序列） |                         |                         |                         |                             |                         |                             |

## 合い口
2025年7月場所終了現在
（以下は最高位が横綱・大関の現役力士）
- 横綱・豊昇龍には5勝3敗(不戦勝1を含む)。豊昇龍の大関在位中は2勝3敗。豊昇龍の横綱昇進後は2勝(不戦勝1を含む)。優勝決定戦では1敗。
- 横綱・大の里には3勝4敗。大の里の大関昇進後は2勝2敗、横綱昇進後は1勝。
- 大関・琴櫻には3勝7敗。琴櫻の大関昇進後は3勝5敗。
- 元大関・髙安には5敗。いずれも髙安の大関陥落後の対戦である。
- 元大関・朝乃山には3敗。いずれも朝乃山の大関陥落後の対戦である。
- 元大関・御嶽海には1勝1敗。いずれも御嶽海の大関陥落後の対戦である。
- 元大関・正代には2勝3敗。いずれも正代が大関陥落後の対戦である。
- 元大関・霧島には3勝4敗。霧島の大関在位中は1勝1敗。

引退力士（横綱・大関）
- 元横綱・照ノ富士には1勝。2024年3月場所で初挑戦で金星を獲得した。
- 元大関・栃ノ心には1勝。
- 元大関・貴景勝には1勝2敗。2024年9月場所2日目の、寄り切りで王鵬が勝った一番は、貴景勝の現役最後の取組となった。貴景勝の大関在位中は2敗。

## 幕内対戦成績
| 力士名   | 勝数 | 負数 | 力士名   | 勝数 | 負数 | 力士名   | 勝数 | 負数 | 力士名   | 勝数 | 負数 |
| -------- | ---- | ---- | -------- | ---- | ---- | -------- | ---- | ---- | -------- | ---- | ---- |
| 碧山     | 4    | 2    | 安青錦   | 0    | 2    | 天空海   | 0    | 1    | 朝乃山   | 0    | 3    |
| 東龍     | 2    | 1    | 熱海富士 | 4    | 2    | 阿炎     | 4    | 3    | 石浦     | 0    | 1    |
| 一山本   | 4    | 2    | 宇良     | 4    | 6    | 遠藤     | 1    | 2    | 欧勝馬   | 2    | 1    |
| 阿武剋   | 1    | 1    | 阿武咲   | 4    | 3    | 大の里   | 3    | 4    | 隠岐の海 | 1    | 0    |
| 魁聖     | 1    | 0    | 輝       | 3    | 2    | 北の若   | 2    | 0    | 霧島     | 3    | 4    |
| 金峰山   | 4    | 1    | 荒篤山   | 1    | 0    | 豪ノ山   | 1    | 4    | 琴恵光   | 4(1) | 4    |
| 琴櫻     | 3    | 7    | 琴勝峰   | 6(1) | 3    | 佐田の海 | 5    | 6    | 正代     | 2    | 3    |
| 湘南乃海 | 0    | 2    | 大奄美   | 0    | 1    | 大栄翔   | 4    | 4    | 貴景勝   | 1    | 2    |
| 隆の勝   | 5    | 3    | 髙安     | 0    | 6    | 宝富士   | 4    | 2    | 尊富士   | 1    | 0    |
| 玉鷲     | 4    | 4    | 美ノ海   | 2    | 1    | 千代翔馬 | 3    | 1    | 千代大龍 | 2    | 0    |
| 千代丸   | 1    | 2    | 剣翔     | 5    | 1    | 照強     | 3    | 0    | 照ノ富士 | 1    | 0    |
| 東白龍   | 0    | 1    | 栃ノ心   | 1    | 0    | 翔猿     | 4    | 3    | 友風     | 2    | 0    |
| 錦木     | 2    | 2    | 錦富士   | 3    | 3    | 伯桜鵬   | 1    | 0    | 平戸海   | 5    | 7    |
| 武将山   | 2    | 1    | 豊昇龍   | 5(1) | 3*   | 北青鵬   | 2    | 2    | 北勝富士 | 0    | 3    |
| 御嶽海   | 1    | 1    | 水戸龍   | 0    | 4    | 翠富士   | 4    | 2    | 妙義龍   | 6    | 1    |
| 明生     | 1    | 4    | 豊山     | 3    | 1    | 竜電     | 2    | 3    | 狼雅     | 1    | 0    |
| 若隆景   | 1    | 5    | 若元春   | 2    | 9    |          |      |      |          |      |      |

- 他に優勝決定戦で豊昇龍に1敗がある。

## 改名歴
- 納谷 幸之介（なや こうのすけ）2018年1月場所 - 2020年11月場所
- 王鵬 幸之介（おうほう -）2021年1月場所 -